# Fumat „țigară de la țigară”

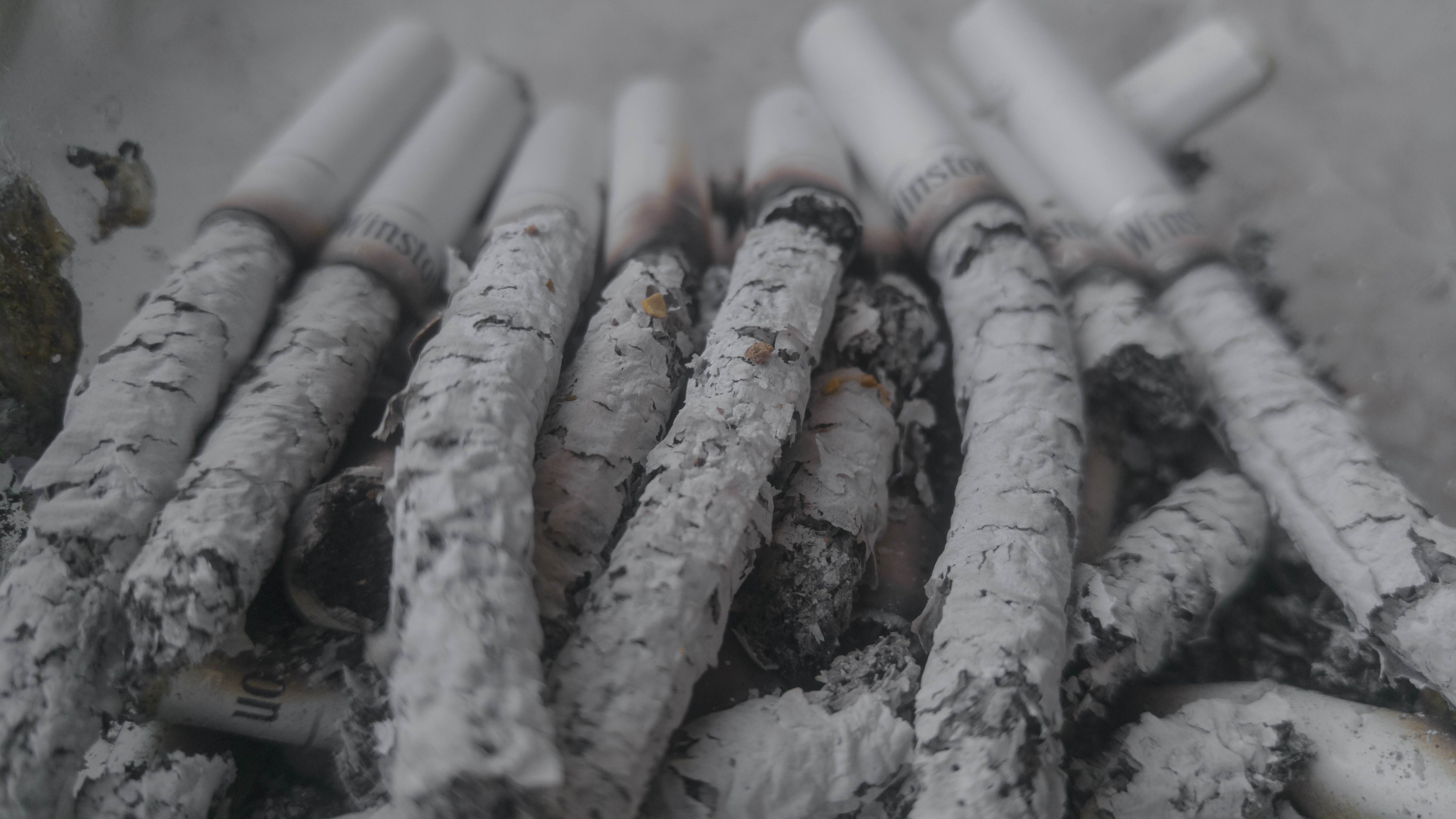
fumat „țigară de la țigară”

Așa-numitul fumat „țigară de la țigară” este o formă de fumat excesiv (tabagism extrem), el referindu-se la obiceiul de a fuma o nouă țigară la foarte scurt timp după terminarea unei alte țigări, uneori noua țigară fiind aprinsă cu mucul țigării anterioare.
O definiție clară a ceea ce înseamnă fumat excesiv nu există, dar OMS clasifică un fumător de peste 20 de țigări pe zi ca heavy smoker („fumător înrăit”).
Fumatul tutunului cu așa-numita cocaină „crack” poate duce la fumatul „țigară de la țigară”.
Fumatul „țigară de la țigară” este dat ca exemplu de dependență extremă în Diagnostic and Statistical Manual of Mental Disorders („Manualul diagnostic și statistic al bolilor mintale”). Poate fi folosit ca terapie de aversiune pentru fumătorii care nu sunt obișnuiți cu astfel de fumat excesiv, stimulându-i să se lase de fumat.

## Ventilație
Specialiști în domeniul HVAC (Heating, Ventilation and Air Conditioning, „încălzire, ventilație și condiționare a aerului”) consideră că este necesar un curent de aer de ca. 28 m³/minut de fumător pentru menținerea unei calități satisfăcătoare a aerului  când se fumează „țigară de la țigară”. Conform unor studii, sistemele actuale HVAC nu sunt suficient de performante pentru evitarea fumatului pasiv: nivelul de fum de țigară rămâne suficient de ridicat pentru cauzarea unor daune semnificative sănătății.
Următoarea listă cuprinde numele unor fumători (sau foști fumători) inveterați celebri:

### A
- Alexandr Alehin[8]
- James Jesus Angleton[necesită citare]
- Louis Armstrong[necesită citare]
- Puig Aubert[necesită citare]
- Arnold Schwarzenegger[necesită citare]

### B
- Lucille Ball[necesită citare]
- Drew Barrymore[necesită citare]
- Halid Bešlić[necesită citare]
- Humphrey Bogart[9]
- Willy Brandt[10]
- Yul Brynner[11]
- Richard Burton[12]

### C
- Allen Carr[13]
- Rudi Carrell[14]
- Raymond Carver[15]
- Zoia Ceaușescu[16]
- Nat King Cole[17]
- Herbie Collins[necesită citare]
- Michelle Collins[necesită citare]
- Johan Cruyff[18]

### D
- James Dean[necesită citare]
- Deng Xiaoping[19]
- Johnny Depp[20]
- Paul Desmond[necesită citare]
- Walt Disney[necesită citare]
- Neagu Djuvara[necesită citare]
- Wim Duisenberg[necesită citare]

### E
- Bülent Ecevit[necesită citare]
- Gabriel Elorde[necesită citare]
- Hugh Everett[necesită citare]

### F
- Colin Farrell[necesită citare]
- Ian Fleming[21]
- Rousseau H. Flower[necesită citare]
- George Formby[necesită citare]
- John Frusciante[22]

### G
- Stanlee Gatti[necesită citare]
- George al VI-lea al Regatului Unit[23]
- Joseph Goebbels[24]
- Raymond Goethals[necesită citare]
- Doris Grau[necesită citare]
- Ioan Groșan[necesită citare]
- Gregor Gysi[15]

### H
- George Harrison[25]
- Václav Havel[19]
- Audrey Hepburn[necesită citare]
- Bill Hicks[26]
- David Hockney[27]
- John Houston[28]
- L. Ron Hubbard[necesită citare]
- Hussein al Iordaniei[29]

### I
- Ștefan Iordache[necesită citare]

### J
- Peter Jennings[30]

### K
- Așfak Parvez Kaiani[necesită citare]
- Tom Keating[necesită citare]
- Herb Kelleher[necesită citare]
- Eddie Kendricks[31]
- Paul Kruger[necesită citare]
- Ashton Kutcher[necesită citare]

### L
- Lee Kuan Yew[15]
- Denis Leary[necesită citare]
- John Lennon[necesită citare]

### M
- Margareta a II-a a Danemarcei[32][33]
- Lee Marvin[12]
- David Miscavige[necesită citare]
- Joni Mitchell[34]
- Mitch Mitchell[necesită citare]
- Kate Moss[35]
- Edward R. Murrow[necesită citare]

### N
- Paul Newman[36]

### O
- Severo Ochoa[37]
- Hössi Ólafsson[necesită citare]
- Blas Ople[38]
- J. Robert Oppenheimer[39]
- Roy Orbison[40]

### P
- Al Pacino[41]
- Alan Parker[15]
- Pablo Picasso[necesită citare]
- Jackson Pollock[42]

### R
- Ițhak Rabin[43]
- Ibrahim Rugova[44]

### S
- Jean-Paul Sartre[45]
- Helmut Schmidt[46]
- Aaron Sorkin[necesită citare]
- Egon Schiele[47]

### Ș
- Dimitri Șostakovici[48]

### T
- Mihail Tal[necesită citare]
- Maria Tănase[49]
- Robert Taylor[necesită citare]
- Patrick Troughton[necesită citare]

### U
- U Thant[50]

### Ț
- Mao Țe-Tung[51]

### W
- Mary Walter[necesită citare]
- John Wayne[52]
- Debbie Weems[necesită citare]
- Oscar Wilde[necesită citare]